# Ştefan Micle
Ştefan Micle (1820-1879) fue un profesor, químico y físico rumano.

## Biografía
Nació en 1820 en el municipio de Feleacului, en Transilvania. Comenzó a estudiar literatura en Cluj, pero al verse privado de medios, tuvo que interrumpir sus estudios y entrar como aprendiz de un herrero y trabajó como cerrajero. Con mucha perseverancia logró terminar sus estudios en Viena. Al regresar a Transilvania, participó en el movimiento revolucionario de 1848 y fue encarcelado. Escapó con grandes dificultades y regresó a Viena.
Hacia 1854, se instaló en Iași como profesor de física en una escuela secundaria y al mismo tiempo enseñaba química, historia natural y mineralogía. En 1858 fue nombrado profesor de la escuela militar y en 1860 profesor de física y química en la Facultad de Ciencias de la Universidad de Iaşi, cargo que ocupó hasta su muerte. Aunque no imprimió sus obras, dejó numerosos manuscritos sobre mecánica agrícola, curso de astronomía, zoología, química analítica, química inorgánica, química experimental y física. Micle, que en la década de 1860 había contraído matrimonio con Veronica Câmpeanu, falleció en 1879.